# Чврљево (Шибеник)
Чврљево је насељено мјесто у Далмацији. Припада граду Шибенику, у Шибенско-книнској жупанији, Република Хрватска.

## Географија
Чврљево се налази око 17 км сјевероисточно од Шибеника.

## Становништво
Према попису становништва из 2011. године, насеље Чврљево је имало 64 становника.
| Демографија | Демографија | Демографија |
| Година      | Становника  | Становника  |
| ----------- | ----------- | ----------- |
| 1971.       | 273         |             |
| 1981.       | 194         |             |
| 1991.       | 156         |             |
| 2001.       | 87          |             |
| 2011.       |             | 64          |